# Рабенкирхен-Фаулюк
Рабенкирхен-Фаулюк (нем. Rabenkirchen-Faulück) — община в Германии, в земле Шлезвиг-Гольштейн. 
Входит в состав района Шлезвиг-Фленсбург. Подчиняется управлению Каппельн-Ланд.  Население составляет 650 человек (на 31 декабря 2010 года). Занимает площадь 14,21 км².